# 桃山站 (日本)
桃山站（日语：／ Momoyama eki */?）位于京都府伏见区桃山町，是西日本旅客铁道（JR西日本）奈良线的鐵路車站。

## 历史
- 1895年11月3日 - 作为奈良铁道终点站开业。
- 1896年1月25日 - 线路向玉水站延伸，成为中间站。
- 1905年2月7日 - 经过并购，成为关西铁道车站。
- 1907年10月1日 - 关西铁道国有化。
- 1909年10月12日 - 线路名称制定，成为奈良线车站。
- 1912年9月14日 - 明治天皇大丧列车在青山临时站（日语：青山駅 (中央本線)）至本站间运转。为配合7节编组列车，进行了站台改造施工[2][3]。
- 1921年3月20日 - 稻荷站至本站新建线路。原有线路改为货物支线。
- 1928年
  - 9月3日- 本站至伏見站区间货物支线废弃。
  - 10月3日 - 为准备昭和天皇继位典礼进行车站扩建施工[4][5]。
  - 11月25日 - 昭和天皇继位典礼御用列车在京都站至本站区间运转。新设御陵道口[4]。
- 1935年11月 - 站房改建[4]。
- 1984年2月 - 停止办理货运业务。
- 1987年4月1日 - 国铁分割民营化后成为JR西日本车站。
- 2003年
  - 3月15日 - 时刻表调整，快速列车全部停靠。
  - 11月1日 - 支持使用ICOCA[6]。
- 2017年4月23日 - 电梯改造工程开工[7]、桃山駅構内の2番線が使用を停止、2面3線から2面2線になる。
- 2018年3月12日 - 开始使用车站编号[8]。
- 2019年4月14日 - 2站台改造完毕，开始使用。3站台停止使用。
- 2020年3月20日 - 带屋顶的跨线桥投入使用，直梯投入使用。

## 车站结构
侧式站台2台2线构成的地上车站。车站位于曲线处，通过列车限速35km/h。过去是侧式与岛式复合成的2台3线之构造，因为施做无障碍化工程而撤销第3线。
宇治站管理的业务委托站。支持使用ICOCA。
2017年开始进行无障碍化工程，2020年度内完成电梯、有屋顶之跨线桥、多功能厕所。

### 月台配置

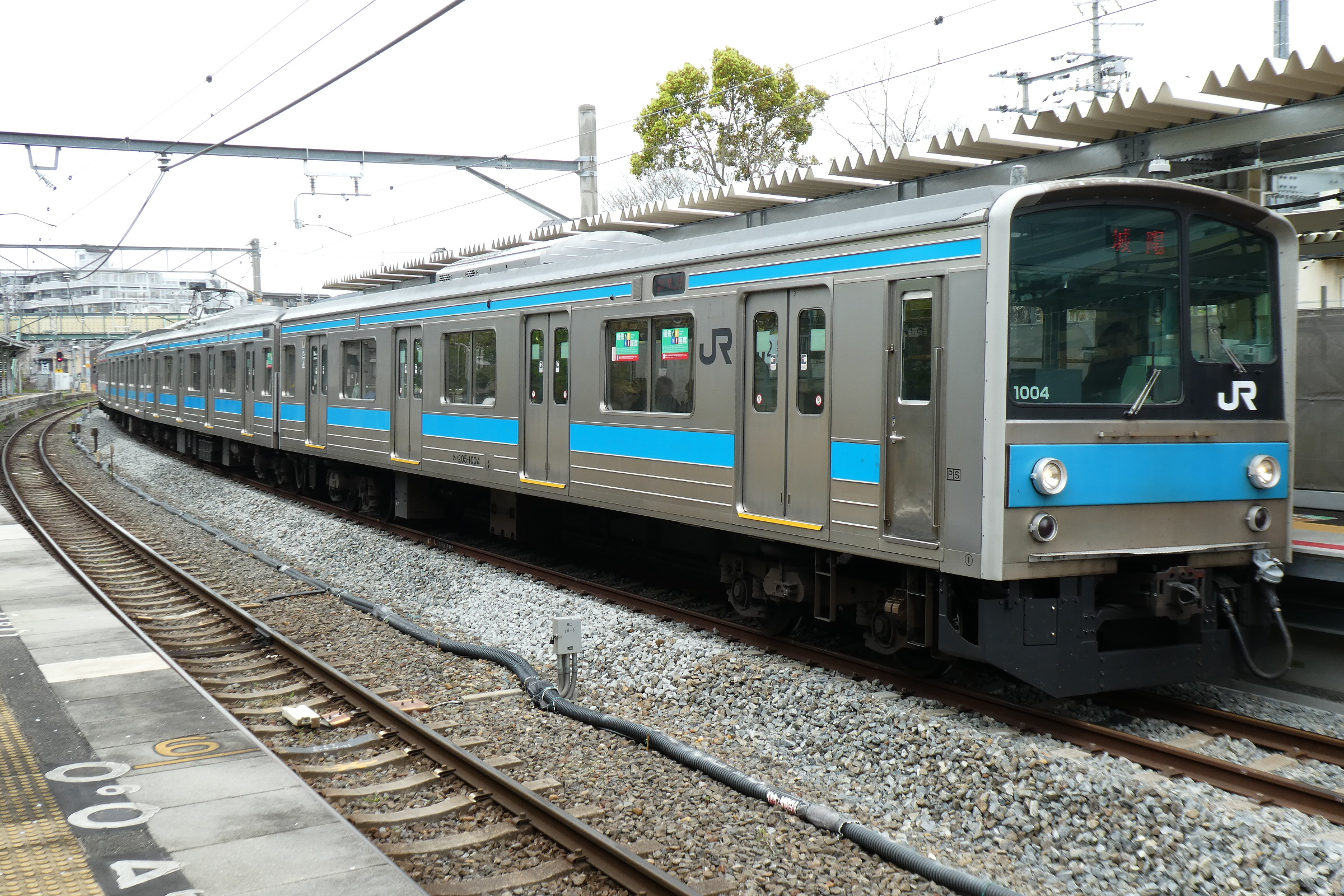
2站台停车的205系电车。（2019年4月）

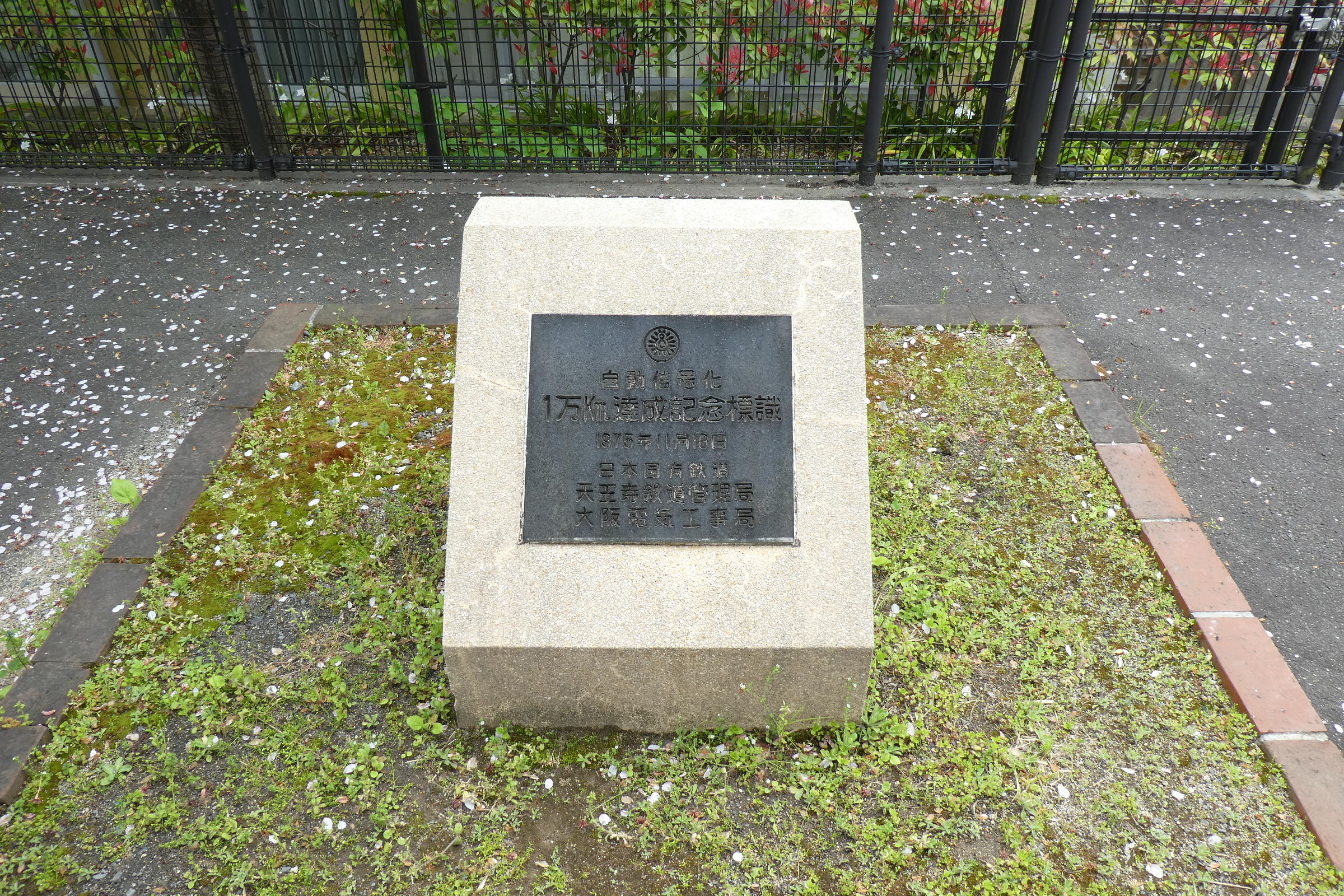
自动闭塞1万km达成纪念标志。（2019年4月）

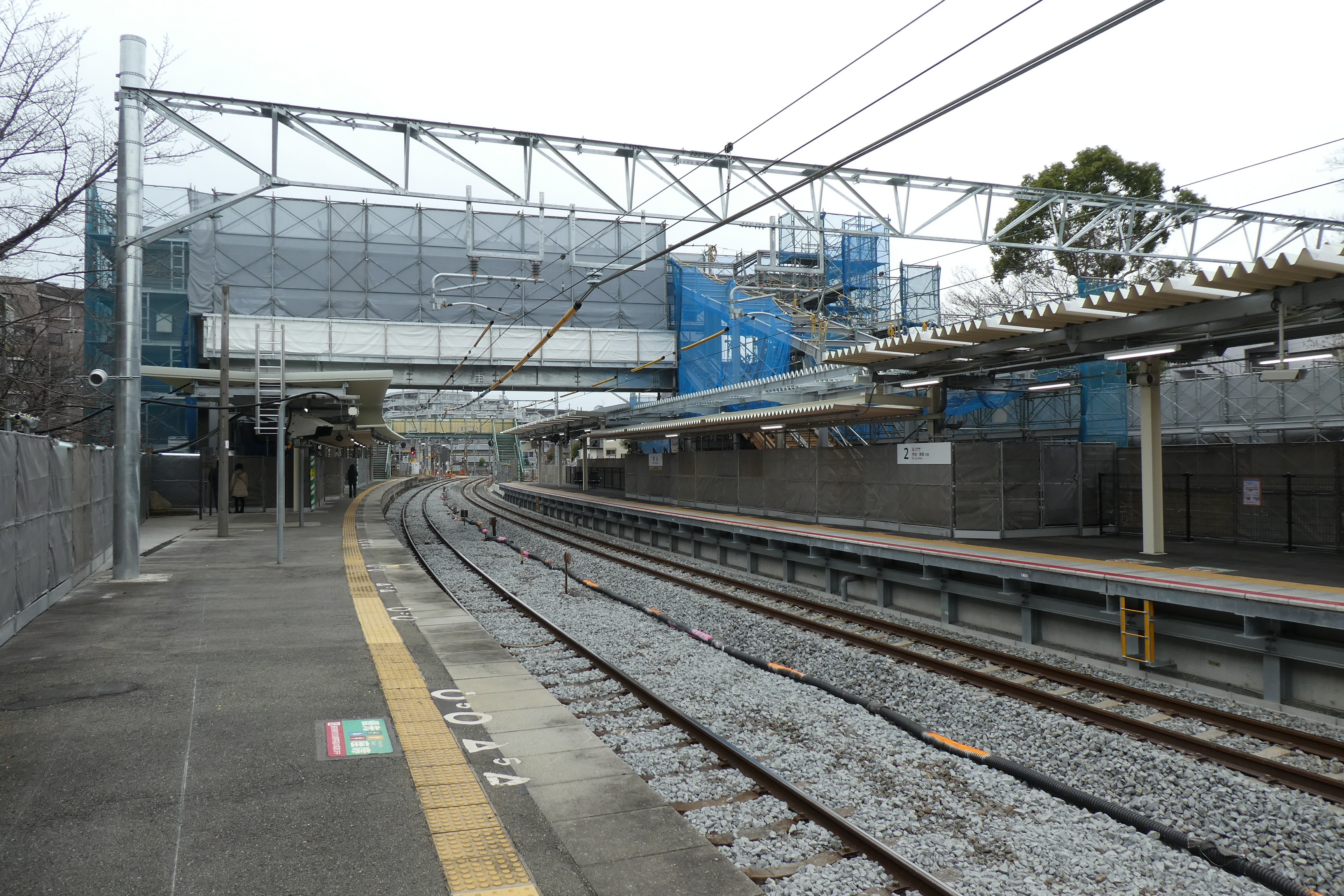
直梯改造工程中的桃山站（2019年12月）

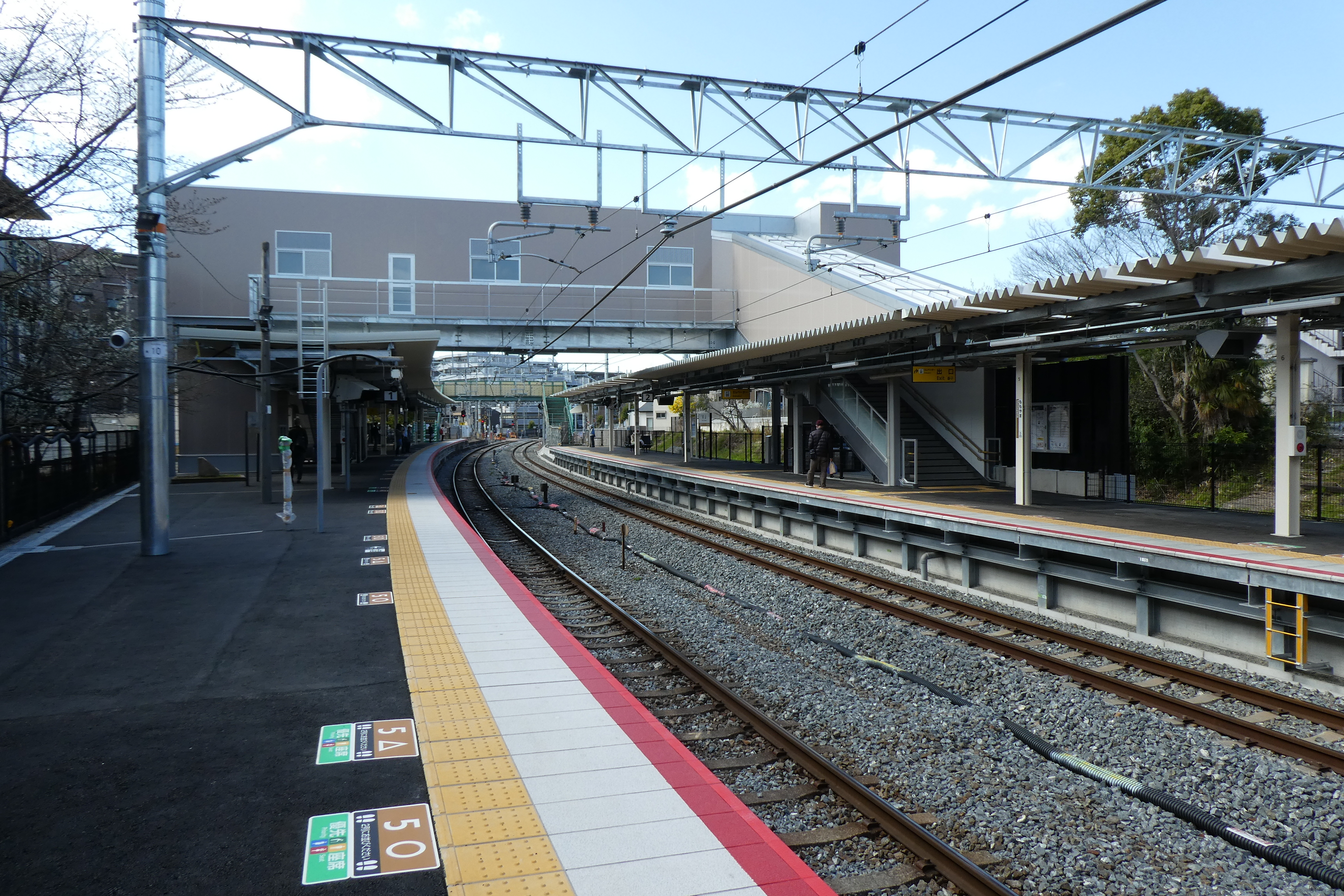
新跨線桥投入使用（2020年3月）

| 站台 | 路线   | 方向 | 目的地         |
| ---- | ------ | ---- | -------------- |
| 1    | 奈良線 | 上行 | 京都方向       |
| 2    | 奈良線 | 下行 | 宇治、奈良方向 |

## 使用情况
根据京都府統計書，1日平均上車人次如下表。
| 年度   | 一日平均 上車人次 |
| ------ | ----------------- |
| 1999年 | 1,375             |
| 2000年 | 1,460             |
| 2001年 | 1,586             |
| 2002年 | 1,622             |
| 2003年 | 1,677             |
| 2004年 | 1,734             |
| 2005年 | 1,759             |
| 2006年 | 1,732             |
| 2007年 | 1,730             |
| 2008年 | 1,699             |
| 2009年 | 1,781             |
| 2010年 | 1,784             |
| 2011年 | 1,891             |
| 2012年 | 1,985             |
| 2013年 | 2,063             |
| 2014年 | 2,038             |
| 2015年 | 2,087             |
| 2016年 | 2,079             |
| 2017年 | 2,123             |
| 2018年 | 2,082             |

## 相鄰車站
西日本旅客鐵道
 奈良線
■都路快速、■快速、■區間快速
通过
■普通
JR藤森（JR-D04）－桃山（JR-D05）－六地藏（JR-D06）

### 曾經存在的路線
鐵道省（國有鐵道）
奈良線（舊線）
伏見－桃山（－木幡）
※舊線時代六地藏站未開業。

## 外部連結
- 桃山｜車站資訊：JR出門網 - 西日本旅客鐵道